# Philodromus omercooperi
Philodromus omercooperi es una especie de araña cangrejo del género Philodromus, familia Philodromidae. Fue descrita científicamente por Denis en 1947.

## Distribución
Esta especie se encuentra en la zona paleártica.